# Project Emily
 (juillet 2021).
La mise en forme du texte ne suit pas les recommandations de Wikipédia : il faut le « wikifier ».
Les points d'amélioration suivants sont les cas les plus fréquents. Le détail des points à revoir est peut-être précisé sur la page de discussion.
- Les titres sont pré-formatés par le logiciel. Ils ne sont ni en capitales, ni en gras.
- Le texte ne doit pas être écrit en capitales (les noms de famille non plus), ni en gras, ni en italique, ni en « petit »…
- Le gras n'est utilisé que pour surligner le titre de l'article dans l'introduction, une seule fois.
- L'italique est rarement utilisé : mots en langue étrangère, titres d'œuvres, noms de bateaux, etc.
- Les citations ne sont pas en italique mais en corps de texte normal. Elles sont entourées par des guillemets français : « et ».
- Les listes à puces sont à éviter, des paragraphes rédigés étant largement préférés. Les tableaux sont à réserver à la présentation de données structurées (résultats, etc.).
- Les appels de note de bas de page (petits chiffres en exposant, introduits par l'outil «  Source ») sont à placer entre la fin de phrase et le point final[comme ça].
- Les liens internes (vers d'autres articles de Wikipédia) sont à choisir avec parcimonie. Créez des liens vers des articles approfondissant le sujet. Les termes génériques sans rapport avec le sujet sont à éviter, ainsi que les répétitions de liens vers un même terme.
- Les liens externes sont à placer uniquement dans une section « Liens externes », à la fin de l'article. Ces liens sont à choisir avec parcimonie suivant les règles définies. Si un lien sert de source à l'article, son insertion dans le texte est à faire par les notes de bas de page.
- La présentation des références doit suivre les conventions bibliographiques. Il est recommandé d'utiliser les modèles {{Ouvrage}}, {{Chapitre}}, {{Article}}, {{Lien web}} et/ou {{Bibliographie}}. Le mode d'édition visuel peut mettre en forme automatiquement les références.
- Insérer une infobox (cadre d'informations à droite) n'est pas obligatoire pour parachever la mise en page.

Pour une aide détaillée, merci de consulter Aide:Wikification.
Si vous pensez que ces points ont été résolus, vous pouvez retirer ce bandeau et améliorer la mise en forme d'un autre article.
Le Project Emily (projet Emily) est une opération de déploiement de missiles balistiques à portée intermédiaire (IRBM) américains Thor sur le territoire du Royaume-Uni, qui s'est déroulée entre 1959 et 1963. Dans le cadre de cette opération de dissuasion nucléaire, le Royal Air Force (RAF) Bomber Command a mis en service 60 missiles Thor, répartis dans 20 stations aériennes de la RAF.
En mars 1957, les inquiétudes grandissantes face à la mise au point des missiles soviétiques incitent le président américain Dwight D. Eisenhower à rencontrer le Premier ministre Harold Macmillan aux Bermudes, pour explorer la possibilité d'un déploiement à court terme d'IRBM au Royaume-Uni, en attendant la mise en service des missiles balistiques intercontinentaux à longue portée (ICBM). La crise Spoutnik d'octobre 1957 accélère le programme : le premier missile Thor parvient au Royaume-Uni en août 1958 à bord de l'avion de transport Douglas C-124 Globemaster II et est livré à la RAF en septembre.
Les équipes de la RAF se rendent alors périodiquement aux États-Unis pour se former : au total, 21 lancements seront effectués depuis la base aérienne de Vandenberg lors des entraînements opérationnels.
En octobre 1962, pendant la crise des missiles de Cuba, 59 missiles équipés de têtes thermonucléaires W49 d'une puissance explosive de 1,44 Mt (6,0 PJ) sont préparés et opérationnels. En 1963, la force de missiles Thor est dissoute et les missiles sont renvoyés aux États-Unis, où la plupart serviront pour des tirs spatiaux militaires.
En octobre 2012, les anciens sites de lancement des bases aériennes RAF Harrington et RAF North Luffenham obtiennent le statut de monument classé.

## Contexte
Au début de la Seconde Guerre mondiale, le Royaume-Uni dispose d'un projet d'armes nucléaires, de nom de code «Tube Alloys». En août 1943, lors de la Conférence de Québec, le premier ministre du Royaume-Uni, Winston Churchill, et le président des États-Unis, Franklin Roosevelt, signent l' Accord de Québec : Tube Alloys fusionne avec le projet américain Manhattan pour former un projet commun à la fois britannique, américain et canadien. Le gouvernement britannique attend alors des États-Unis un partage sur le long terme (même après la guerre) de la technologie nucléaire, qui constitue une découverte commune selon le Royaume-Uni. Cependant, l'adoption de l'Atomic Energy Act (McMahon Act) par les États-Unis en 1946 met fin à la coopération technique : la mise en place du contrôle des « données restreintes », c'est-à-dire des informations liées à la technologie nucléaire, fait que celles-ci ne peuvent plus être transmises, même à leurs alliés. Craignant une résurgence de l'isolationnisme aux États-Unis et perdant son statut de grande puissance, le Royaume-Uni reprend son propre effort de développement nucléaire,  de nom de code «High Explosive Research». Le 3 octobre 1952, la première bombe atomique britannique explose avec succès au large des îles Montebello au cours de l'Opération Hurricane.  Le premier modèle de production de bombe atomique est livré à la Royal Air Force (RAF) en novembre 1953.
Initialement, l'armement nucléaire du Royaume-Uni est basé sur le largage de bombes gravitaires par la V-Bomber force, mais l'obsolescence probable des bombardiers, prévue pour la fin des années 1960, implique de repenser le système. En 1953, le sous-chef d'état major de l'armée de l'air britannique (l'Air Vice Marshal Geoffrey Tuttle de la branche des Operational Requirements) réclame un cahier des charges pour un missile balistique d'une portée de 2 000 milles marins (3 700 km), à définir avant le début des travaux de conception ; cela mène à la création de l'Operational Requirement OR.1139. Les travaux débutent cette même année au Royal Aircraft Establishment à l'aérodrome de Farnborough. En mars 1954, le Ministry of Supply (ministère de l'Approvisionnement britannique) est prié d'émettre des propositions de projets à grande échelle pour le développement de missiles balistiques.
En décembre 1953, au cours d'une réunion de l'OTAN à Paris, Charles E. Wilson, secrétaire à la Défense des États-Unis, évoque la possibilité d'un programme de développement conjoint avec Duncan Sandys, ministre des Approvisionnements. Les pourparlers ont lieu en juin 1954 et aboutissent à la signature d'un accord le 12 août 1954.  Les États-Unis s'engagent à développer un missile balistique intercontinental (ICBM) d'une portée de 5 000 milles marins (9 300 km), pendant que le Royaume-Uni se doit de développer, avec le soutien des États-Unis, un missile balistique à moyenne portée (MRBM) d'une portée de 2 000 milles marins (3 700 km).  Le nom de code Atlas est attribué à l'ICBM américain et le MRBM britannique est baptisé Blue Streak. Le coût du Blue Streak a été estimé à 70 millions de livres sterling, les États-Unis participant au paiement à hauteur de 15 pour cent. 
En parallèle du programme ICBM, les États-Unis développent trois différents systèmes de missiles balistiques à portée intermédiaire (IRBM). Le 8 novembre 1955, le secrétaire à la Défense Wilson approuve les projets IRBM de l' United States Army (Armée de terre des États-Unis) et de l' United States Air Force (USAF, forces aériennes des États-Unis). Le Conseil de sécurité nationale des États-Unis attribue le plus haut niveau de priorité nationale aux projets ICBM et IRBM. L' Army Ballistic Missile Agency (Agence des missiles balistiques de l'armée de terre), commandée par le major général John B. Medaris, développe l' IRBM Jupiter (SM-78) et confie la charge de directeur technique à Wernher von Braun. Après trois échecs, le missile réussit son premier vol à la base aérienne de Cap Canaveral le 31 mai 1957. La marine américaine participe au programme Jupiter à ses débuts, dans l'objectif de lancer les missiles à partir de navires. Cependant, la taille de ces missiles n'étant pas appropriée pour cette application, elle se détache du projet et décide de développer un IRBM à propergol solide plus petit et qui peut être lancé à partir d'un sous-marin: le Polaris. Le projet rival mené par l'USAF avance rapidement, et ce malgré la réticence du major général Bernard Schriever, commandant de la Western Development Division (division du développement occidental) de l'USAF, à prendre en charge le développement de l'IRBM et le manque d'enthousiasme prononcé des officiers supérieurs de l'USAF, qui préfèrent les bombardiers aux missiles. En décembre 1955, la Douglas Aircraft Company décroche le contrat pour le développement du missile, qui porte le nom de code «Thor» (SM-75). Les entreprises Rocketdyne, Ramo-Wooldridge, AC Spark Plug, Bell Laboratories et General Electric sont respectivement engagées en tant que sous-traitants pour le moteur-fusée, la coordination technique, le système de guidage inertiel, le système de guidage radio et le véhicule de rentrée.  Le 26 octobre 1956, le premier missile est livré à la Patrick Air Force Base. Après quatre échecs, le missile Thor effectue son premier vol d'essai réussi le 20 septembre 1957.

## Négociations
La décision du secrétaire à la Défense américain Wilson de développer des IRBM sous-entend de devoir les baser à l'étranger. En effet, le missile Thor a une portée de 1 500 milles marins (2 800 km) et ne peut donc pas atteindre l'Union soviétique et la Chine depuis les États-Unis. La Grande-Bretagne, l'Allemagne de l'Ouest, la Turquie, les Philippines, Taïwan, la Corée du Sud et le Japon sont alors envisagés comme des sites de déploiement potentiels. En janvier 1956, Gordon Gray, secrétaire adjoint à la Défense des États-Unis pour les affaires de sécurité internationale, fait part de cette information à un responsable du Ministry of Supply, ce qui induit la mise en place de démarches officieuses et informelles dès mars 1956. Il faut attendre les 16 et 17 juillet 1956 pour que Donald A. Quarles, secrétaire à la Force aérienne des États-Unis, aborde officiellement le sujet avec Sir Walter Monckton, ministre de la Défense (Minister of Defense), et Sir Frederick Brundrett, son conseiller scientifique en chef, lors de réunions au Palais de Westminster. Quarles propose de baser les missiles en Angleterre et d'effectuer des tirs réels depuis l'Écosse. Monckton note que cette option a déjà été rejetée pour le Blue Streak et que le choix s'était porté en faveur de tirs d'essai depuis la base de lancement de Woomera. Monckton et Brundrett évaluent quel missile, parmi le Thor et le Jupiter, est plus approprié en termes de portée, au vu des objectifs britanniques. Les Américains n'ont toutefois plus le droit de fournir des armes nucléaires en vertu du McMahon Act. Les missiles peuvent éventuellement être équipés d'ogives britanniques, mais celles-ci sont plus lourdes et réduisent la portée à 1 250 milles marins (2 300 km) . Brundrett juge «inutile» un tel missile. Sir William Dickson, président du comité des chefs d'état-major et maréchal de la Royal Air Force, demande si le Blue Streak continuera d'être utile avec l'arrivée des missiles Thor. Au même titre que de nombreux officiers supérieurs de la RAF et leurs homologues de l'USAF, il est également préoccupé par le sort que le gouvernement réserve aux bombardiers une fois que la technologie des missiles sera adoptée.

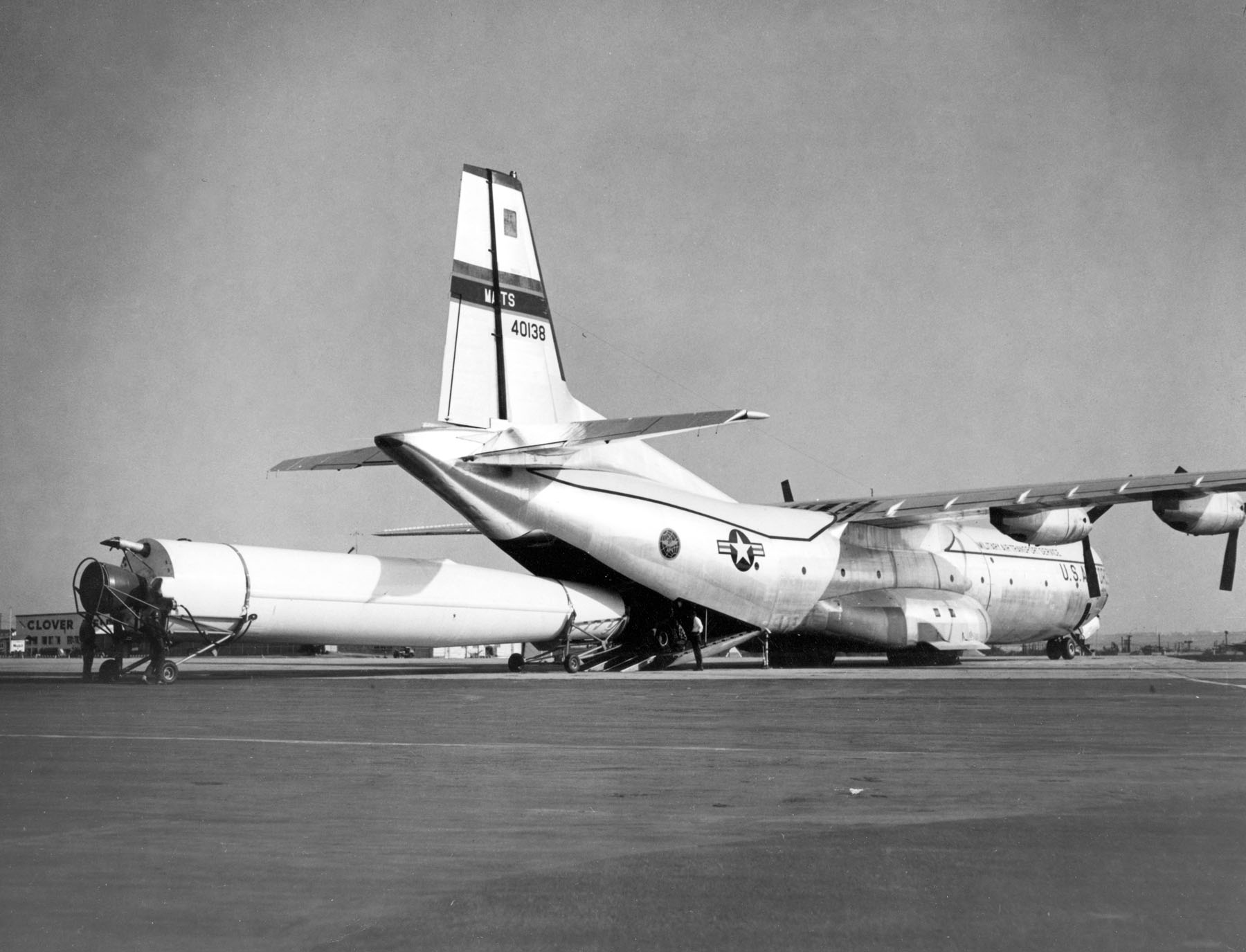
Un missile Thor est chargé dans un avion de transport Douglas C-133 Cargomaster

Lors des premières négociations, les principales préoccupations britanniques concernent les aspects techniques des armes, ainsi que les coûts et avantages de leur déploiement au Royaume-Uni, plutôt que leur maîtrise. Il y a en effet un précédent : le Projet E, au cours duquel des données sur les armes nucléaires américaines ont été fournies à la Grande-Bretagne pour permettre aux bombardiers English Electric Canberra et V-bomber de les transporter en temps de guerre. La McMahon Act avait été modifiée par amendement en août 1954 pour permettre cela.
Dans le cadre du projet E, les stocks d'armes nucléaires américaines destinées à être utilisées par le Royaume-Uni sont maintenus dans des bases aériennes de la RAF sous la garde des États-Unis. Le 12 décembre 1956, le général Nathan Twining, chef d'état-major de l'US Air Force, suggère à l'Air Chief Marshal Sir Dermot Boyle, son homologue britannique, de mettre à disposition les ogives des missiles Thor « selon les mêmes termes et conditions ». Sandys, ministre de la Défense à cette époque, affirme que cet accord est acceptable pour le gouvernement britannique. En janvier 1957, lors de sa visite aux États-Unis, il trouve les Américains impatients de déployer les IRBM en Grande-Bretagne. Le premier ministre Harold Macmillan et le président Dwight D. Eisenhower se mettent finalement d'accord pour le faire lors d'un sommet aux Bermudes en mars 1957.  Bien que les négociations des IRBM aient lieu avant la dégradation des relations britannico-américaines lors la crise de Suez, il est profitable pour le gouvernement britannique de pouvoir présenter l'accord de l'IRBM comme une preuve qu'il n'existe plus de fossé entre les deux pays. 
Cependant, les deux nations continuent de travailler avec des objectifs opposés. Les Britanniques considèrent les IRBM comme une étape supplémentaire sur la voie de l'indépendance nucléaire, afin d'être une force de dissuasion indépendante, tandis que les Américains les voient comme un renforcement du Strategic Air Command (SAC). Les Américains envisagent au début d'employer 120 missiles Thor, répartis dans quatre escadrons de la RAF (dont les deux premiers seraient d'abord dirigés par du personnel de l'USAF) et dans quatre escadrons de l'USAF : les 672e, 673e, 674e et 675e escadrons de missiles stratégiques (Strategic Missile Squadrons). En octobre 1957, la crise du Spoutnik fait modifier ce plan. L'administration Eisenhower est alors soumise à la forte pression publique d'une nation choquée et désemparée lui réclamant d'agir sur le déploiement de missiles : le Spoutnik est en effet la preuve que l'Union soviétique est capable de déployer des ICBM. Les États-Unis ont donc plus que jamais besoin des IRBM et de la coopération britannique. Le 12 octobre 1957, le projet de baser les escadrons de missiles Thor de l'USAF en Grande-Bretagne est abandonné en raison de l'opposition politique britannique. 
Le colonel Edward N. Hall, chargé de mettre en œuvre les dispositions nécessaires au déploiement des missiles, propose deux alternatives à Quarles, secrétaire adjoint de la Défense des États-Unis. L'une d'elles est que les États-Unis assument intégralement le coût du déploiement, ce qui aiderait à le mettre en place au plus vite. L'autre consiste à parvenir à un accord avec les Britanniques pour partager les coûts, mais prendrait plus de temps. Quarles fait part de ces deux plans à Eisenhower et Macmillan aux Bermudes et ordonne à Hall de procéder à un déploiement aussi rapide que celui prévu par le premier plan, mais avec le budget du second. Cela conduit finalement à un déploiement plus lent et plus coûteux. Un accord formel est rédigé le 17 décembre 1957, mais ce n'est qu'à la fin de ce mois qu'il est définitivement décidé que le Royaume-Uni recevra des missiles Thor et non Jupiter. L'opération de déploiement des missiles Thor porte le nom de code Project Emily.
L'USAF propose de placer les premiers missiles dans les bases aériennes de la RAF Sturgate et de la RAF East Kirkby, toutes deux situées dans le Lincolnshire, où l'USAF est déjà présente. La RAF rejette cette suggestion, car elle envisage de récupérer ces bases d'une part et d'autre part car elle estime que trop peu d'emplacements sont appropriés pour pouvoir disséminer les missiles, que les réseaux routiers locaux sont inadéquats et que le logement du personnel est en dessous des normes RAF. À la place, la RAF propose d'utiliser les bases de la RAF Feltwell à Norfolk et de la RAF Hemswell dans le Lincolnshire. Le Ministry of Works (ministère des travaux publics) évalue le coût des aménagements nécessaires à 7,15 millions de livres sterling. En février 1958, Harold Caccia, ambassadeur aux États-Unis, et Christian Herter, secrétaire d'État américain, signent un accord informel à propos des bases de lancement, qui est suivi d'un accord officiel en juin. Il est décidé que les États-Unis fourniront, en vue de cinq années d'opérations, les missiles, les pièces de rechange, ainsi que la formation et que le Royaume-Uni mettra à disposition les bases de lancement et les infrastructures de soutien.
Après la signature de l'accord, des inquiétudes apparaissent : l'implication de la Third Air Force, composante aérienne militaire américaine affectée à l'OTAN et basée en Grande-Bretagne, laisse penser que le général Lauris Norstad, le SACEUR, aura le contrôle les missiles. Il est pourtant convenu que les missiles sont sous contrôle britannique et que l'affectation des cibles est aussi, conjointement avec la 7e division aérienne du SAC basée en Grande-Bretagne, une responsabilité britannique. De plus, la RAF est mécontente que les premières unités aient été manœuvrées par l'USAF. Il était convenu qu'elles seraient pilotées par la RAF dès que le personnel pourrait être formé pour manœuvrer les missiles. Chaque missile est fourni avec sa propre ogive Mark 49 de 1,44 mégatonnes (6,0 PJ). Il existe cependant un problème pratique : les ogives étant sous la garde des États-Unis, elles sont toutes stockées à la RAF Lakenheath dans le Suffolk. Par conséquent, cela peut prendre jusqu'à 57 heures pour rendre les missiles opérationnels. Au bout du compte, un système de double clé a été conçu. La clé de la RAF permet de démarrer le missile et la clé de l'officier d'autorisation de l'USAF permet d'armer l'ogive. Le temps de lancement est ainsi réduit à 15 minutes. 

## Déploiement

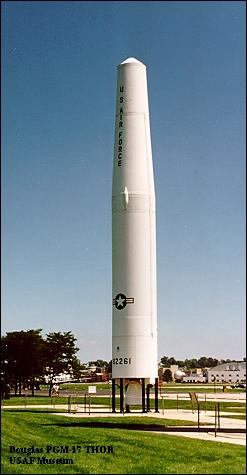
Thor T-150 (USAF série 58-2261) au National Museum of the United States Air Force. Ce missile était autrefois basé à la RAF Carnaby.

En 1958, les plans prévoient un déploiement de 60 missiles Thor. Il s'agit d'un déploiement composé de quatre escadrons, chaque escadron contrôlant au total quinze missiles et se divisant en cinq escadrilles avec chacune trois missiles, chaque escadrille étant installée sur une base aérienne de la RAF qui lui est propre. Le No. 77 Squadron RAF (77ème escadron de la RAF) est formé à la RAF Feltwell le 1er septembre 1958 et se rattache au No. 3 Group RAF (3ème escadre de la RAF). Son premier missile Thor atterrit à la RAF Lakenheath le 29 août 1958, à bord d'un avion de transport Douglas C-124 Globemaster II. Il est livré à la RAF Feltwell le 19 septembre. Au 23 décembre 1958, la base a déjà reçu quatorze missiles. Au total, le déploiement implique de transporter 18 millions de livres (8 200 tonnes) d'équipements par la mer et 23 à 25 millions de livres d'équipements (10 000 à 11 000 tonnes) par voie aérienne. Le transport aérien s'organise en 677 vols, dont 600 effectués par des C-124 Globemaster II et 77 par des Douglas C-133 Cargomasters de la 1607th Air Transport Wing (1607ème escadre de transport aérien) de l'USAF.
Les territoires de l'est de l'Angleterre sont parsemés de bases aériennes de la RAF précédemment utilisées par le RAF Bomber Command et la US 8th Air Force lors de l'offensive de bombardement combinée de la seconde guerre mondiale. Beaucoup d'entre elles sont encore utilisés à cette époque par la RAF et l'USAF, tandis que certaines ont d'autres types d'usages, mais sont toujours en bon état.  La sélection des bases aériennes pour le déploiement des missiles est principalement fondé sur l'état du réseau routier reliant les bases : une déclivité supérieure à un sur dix-sept constitue un risque inacceptable d'immobilisation du transport des missiles. Aussi, l'utilisation préférée de terres publiques permet de s'affranchir des coûts d'acquisition des terrains. Par exemple, la RAF Witchford est à l'origine incluse dans le projet à l'instigation des Américains, mais comme la terre appartient aux Commissaires de l'Église, c'est la RAF Mepal, une base aérienne voisine, qui la remplace. Aussi, certains sites potentiels localisés autour de la RAF Dishforth dans le Yorkshire ayant rencontré des problèmes de couverture radar, un nouveau réseau de bases aériennes a été trouvé autour de la RAF North Luffenham. Il n'est cependant pas idéal car les missiles doivent survoler des zones peuplées.
La responsabilité des bases est transférée à la RAF en mars 1959, après la réalisation des différentes formations et démonstrations conduites par les ingénieurs de Douglas Aircraft. En juillet, il est décidé que chaque site serait attribué à un escadron plutôt qu'à une escadrille. Ainsi, le 22 juillet 1959, les escadrilles du No. 77 Squadron forment chacune un nouvel escadron. L'Escadrille A constitue alors le No. 77 Squadron RAF, tandis que les Escadrilles B, C, D et E sont respectivement devenues les No. 82, No. 107, No. 113 et No. 220 Squadron RAF. La suite du déploiement se répartit sur quatre sites, chacun logeant cinq escadrons de missiles répartis dans une base aérienne principale et quatre bases satellites à proximité immédiate. Chaque escadron de missiles est armé de trois missiles Thor. Les escadrons ont été affectés à deux escadres du RAF Bomber Command : No. 1 Group et No. 3 Group. Le premier escadron à faire partie du No. 1 Group est le No. 97 Squadron RAF,   formé à la RAF Hemswell le 1er décembre 1959. De la même façon que le No. 77 Squadron, il est divisé en cinq escadrons le 22 juillet 1959, donnant naissance aux No. 104, No. 106, No. 142 et No. 269 Squadron RAF. Le No. 98 Squadron RAF est formé à la RAF Driffield le 1er août 1959 et intègre le No. 1 Group entouré des No. 102, No. 150, No. 226 et No. 240 Squadron RAF occupant les bases satellites.  Enfin, le No. 144 Squadron RAF est formé à la RAF North Luffenham le 1er décembre 1959, avec les No. 130, No. 150, No. 223 et No. 254 Squadron RAF des bases satellites, intégrant tous le No. 3 Group. Au total, vingt escadrons de la RAF ont été créés entre septembre 1958 et décembre 1959, ce qui fait plus que dans toute autre période comparable en temps de paix.
Une telle levée de vingt escadrons implique de former 1 254 membres de la RAF aux États-Unis et à peu près le même nombre au Royaume-Uni. Le 392nd Strategic Missile Squadron (392ème Escadron de missiles stratégiques) s'est chargé de la formation des personnels de la RAF et de l'USAF aux États-Unis. Cet escadron de formation a été créé à la Cooke Air Force Base le 23 mai 1957 en Californie et a été affecté à la 704th Strategic Missile Wing (704ème Escadre de missiles stratégiques). Ces deux unités militaires ont été affectées à la 1ère Division de missiles le 22 juillet. L'escadron a été rebaptisé 392nd Missile Training Squadron (392ème Escadron de formation aux missiles) le 12 août et a été activé le 15 septembre. Douglas Aircraft et AC Sparkplug se sont aussi chargés de la formation à l'usine de ce dernier à Tucson, Arizona. Le 672nd Strategic Missile Squadron (672ème Escadron de missiles stratégiques), rebaptisé 672nd Technical Training Squadron (672ème Escadron de formation technique) le 25 avril 1958, est créé le 1er janvier 1958 à la Cooke Air Force Base et est transféré dans un premier temps à la RAF Feltwell le 20 mai 1958, puis à la RAF Lakenheath le 17 août 1959, où il est dissous le 1er octobre 1959. Le RAF Bomber Command établit une école de missiles stratégiques à la RAF Feltwell en janvier 1961. Finalement, en mai 1961, la RAF devient responsable de la formation aux missiles Thor à la place de l'USAF. L'école organise des cours pour les officiers de contrôle de lancement, les officiers techniques, les officiers d'identification, les chefs de service des missiles, les monteurs-assembleurs (de missiles ou non) et les monteurs-électriciens. La dernière promotion (d'officiers de contrôle de lancement) est diplômée le 15 novembre 1962, après qui l'école fermera.
Pour défendre les bases aériennes contre les avions ennemis, de nouveaux escadrons de la RAF équipés de missiles sol-air Bristol Bloodhound sont mobilisés. Le premier d'entre eux est le No. 264 Squadron RAF, créé le 1er décembre 1958 à la RAF North Coates, sur la côte du Lincolnshire. Il est suivi par la création de deux autres escadrons de missiles Bloodhound : le No. 112 Squadron RAF, reformé à la RAF Church Fenton le 1er août 1960, et le No. 247 Squadron RAF, formé à la RAF Carnaby le 1er juillet 1960.
| Base                     | Comté            | Escadron             | Formé              | Opérationnel    | Désactivé       | Référence |
| ------------------------ | ---------------- | -------------------- | ------------------ | --------------- | --------------- | --------- |
| Sites de Feltwell        |                  |                      |                    |                 |                 |           |
| RAF Feltwell             | Norfolk          | No. 77 Squadron RAF  | 1er septembre 1958 | 9 janvier 1959  | 10 juillet 1963 | [ 62 ]    |
| RAF Shepherds Grove      | Suffolk          | No. 82 Squadron RAF  | 22 juillet 1959    | 22 juillet 1959 | 10 juillet 1963 | [ 63 ]    |
| RAF Tuddenham            | Suffolk          | No. 107 Squadron RAF | 22 juillet 1959    | 22 juillet 1959 | 10 juillet 1963 | [ 64 ]    |
| RAF Mepal                | Cambridgeshire   | No. 113 Squadron RAF | 22 juillet 1959    | 22 juillet 1959 | 10 juillet 1963 | [ 65 ]    |
| RAF North Pickenham      | Norfolk          | No. 220 Squadron RAF | 22 juillet 1959    | 22 juillet 1959 | 10 juillet 1963 | [ 66 ]    |
| Sites de Hemswell        |                  |                      |                    |                 |                 |           |
| RAF Hemswell             | Lincolnshire     | No. 97 Squadron RAF  | 1er décembre 1958  | 12 janvier 1959 | 24 mai 1963     | [ 67 ]    |
| RAF Ludford Magna        | Lincolnshire     | No. 104 Squadron RAF | 22 juillet 1959    | 22 juillet 1959 | 24 mai 1963     | [ 68 ]    |
| RAF Bardney              | Lincolnshire     | No. 106 Squadron RAF | 22 juillet 1959    | 22 juillet 1959 | 24 mai 1963     | [ 69 ]    |
| RAF Coleby Grange        | Lincolnshire     | No. 142 Squadron RAF | 22 juillet 1959    | 22 juillet 1959 | 24 mai 1963     | [ 70 ]    |
| RAF Caistor              | Lincolnshire     | No. 269 Squadron RAF | 22 juillet 1959    | 22 juillet 1959 | 24 mai 1963     | [ 71 ]    |
| Sites de Driffield       |                  |                      |                    |                 |                 |           |
| RAF Driffield            | Yorkshire        | No. 98 Squadron RAF  | 1er août 1959      | 8 janvier 1959  | 18 avril 1963   | [ 72 ]    |
| RAF Full Sutton          | Yorkshire        | No. 102 Squadron RAF | 1er août 1959      | 8 janvier 1959  | 27 avril 1963   | [ 73 ]    |
| RAF Carnaby              | Yorkshire        | No. 150 Squadron RAF | 1er août 1959      | 8 janvier 1959  | 9 avril 1963    | [ 74 ]    |
| RAF Catfoss              | Yorkshire        | No. 226 Squadron RAF | 1er août 1959      | 8 janvier 1959  | 9 mars 1963     | [ 75 ]    |
| RAF Breighton            | Yorkshire        | No. 240 Squadron RAF | 1er août 1959      | 8 janvier 1959  | 8 janvier 1963  | [ 76 ]    |
| Sites de North Luffenham |                  |                      |                    |                 |                 |           |
| RAF North Luffenham      | Rutland          | No. 144 Squadron RAF | 1er décembre 1959  | 12 janvier 1959 | 23 août 1963    | [ 77 ]    |
| RAF Polebrook            | Northamptonshire | No. 130 Squadron RAF | 1er décembre 1959  | 12 janvier 1959 | 23 août 1963    | [ 78 ]    |
| RAF Folkingham           | Lincolnshire     | No. 223 Squadron RAF | 1er décembre 1959  | 12 janvier 1959 | 23 août 1963    | [ 79 ]    |
| RAF Harrington           | Northamptonshire | No. 218 Squadron RAF | 1er décembre 1959  | 12 janvier 1959 | 23 août 1963    | [ 80 ]    |
| RAF Melton Mowbray       | Leicestershire   | No. 254 Squadron RAF | 1er décembre 1959  | 12 janvier 1959 | 23 août 1963    | [ 81 ]    |

| \| Localisation du Project Emily en Angleterre \| Feltwell Shepherds Grove Tuddenham Mepal North Pickenham Hemswell Ludford Magna Bardney Coleby Grange Caistor Driffield Full Sutton Carnaby Catfoss Breighton North Luffenham Polebrook Folkingham Harrington Melton Mowbray |
| Localisation du Project Emily en Angleterre |

| Localisation du Project Emily en Angleterre |

| \| Localisation du Project Emily en Angleterre \| Feltwell Shepherds Grove Tuddenham Mepal North Pickenham Hemswell Ludford Magna Bardney Coleby Grange Caistor Driffield Full Sutton Carnaby Catfoss Breighton North Luffenham Polebrook Folkingham Harrington Melton Mowbray |
| Localisation du Project Emily en Angleterre |

| Localisation du Project Emily en Angleterre |

## Lancement de missiles par le personnel de la RAF

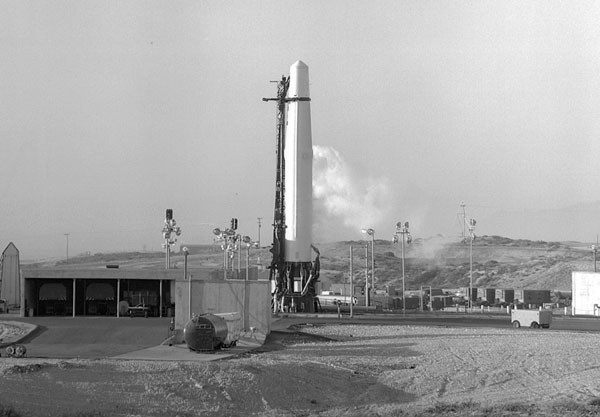
Lancement du Thor T-220 depuis le Complexe 75-1-1 le 21 octobre 1959

La formation aux missiles Thor aboutit à la participation à un lancement de missile. À l'origine, il était prévu que tous les équipages des missiles Thor effectuent au moins un lancement, mais le coût était trop prohibitif. Finalement, 21 équipages de la RAF se rendent aux États-Unis pour se former et finissent par effectuer des lancements d'entraînement opérationnel depuis la base de Vandenberg. Ce programme est appelé « formation aux systèmes d'armes intégrés » (IWST: Integrated Weapons System Training). Le nom de code « Lions Roar » a été attribué au premier de ces lancements. Malgré le fait qu'un missile Thor ait explosé dans un pas de tir quelques jours auparavant, le « Lions Roar » est observé par plusieurs dignitaires dont le brigadier Godfrey Hobbs, directeur des relations publiques au ministère de la Défense britannique (Ministry of Défense), l'Air Vice-Marshal Walter Sheen, commandant de la RAF à la British Joint Staff Mission (Mission d'état-major interarmées britannique) et l'Air Vice-Marshal Augustus Walker, commandant du No. 1 Group. Malgré des retards dus à des problèmes météorologiques et techniques, le missile est lancé avec succès le 16 avril 1959. Au total, neuf lancements sont effectués au cours de la IWST, dont le dernier a lieu le 21 janvier 1960 et porte le nom de code « Red Caboose ».
En plus des lancements de la IWST, des lancements d'entraînement au combat (CTL) peuvent aussi être réalisés. Les lancements de la IWST font partie de la formation : les équipages de lancement sont autorisés à mettre le compte à rebours en suspens afin d'assimiler complètement les procédures de lancement. Les CTL, quant à eux, sont destinés aux équipages déjà formés, pour qu'ils démontrent leur maîtrise des missiles. Le premier lancement de ce type a été observé par l'Admiral of the Fleet (amiral de la flotte) Lord Mountbatten, chef d'état-major des armées du Royaume-Uni et par son épouse Lady Mountbatten . Les trois premiers CTL font appel au même type de missile que les lancements IWST : des missiles Douglas retirés de la chaîne de montage. Cependant, la procédure est modifiée lorsque l'on prend conscience que l'impact de la météo britannique sur les missiles n'est pas connu : le missile utilisé est désormais choisi au hasard et les équipages se rendent à Vandenberg avec leur missile pour être mis à l'épreuve. Douze CTL sont effectués entre le 6 octobre 1959 et le 18 juin 1962. Un CTL prévu au 8 octobre 1962 est annulé à la suite de la décision de retirer du service les missiles Thor.
| Date de lancement | Pas de tir | Nom de code    | Code   | Missile | Comments                                                                                             |
| ----------------- | ---------- | -------------- | ------ | ------- | --- |
| 1959              |            |                |        |         | |
| 16 avril          | 75-2-8     | Lions Roar     | IWST-1 | T-161   | atterrissage du misssile à 93 milles marins (172 km) de la cible                                     |
| 16 avril          | 75-2-7     | Punch Press    | IWST-2 | T-191   | annulé à la suite de problèmes techniques et de conflits avec le lancement du satellite Discoverer 3 |
| 16 juin           | 75-2-7     | Rifle Shot     | IWST-2 | T-191   | détruit par le Range Safety Officer (officier de sécurité du pas de tir)                             |
| 3 août            | 75-1-1     | Bean Ball      | IWST-3 | T-175   | atterrissage du missile à 63 milles marins (117 km) de la cible                                      |
| 14 août           | 75-2-6     | Short Skip     | IWST-4 | T-190   | échec                                                                                                |
| 17 septembre      | 75-1-2     | Grease Gun     | IWST-5 | T-228   | cible manquée                                                                                        |
| 6 octobre         | 75-2-8     | Foreign Travel | CTL-1  | T-239   | réussi                                                                                               |
| 21 octobre        | 75-1-1     | Stand Fast     | IWST-6 | T-220   | réussi                                                                                               |
| 12 novembre       | 75-1-2     | Beach Buggy    | IWST-7 | T-181   | réussi                                                                                               |
| 1er décembre      | 75-1-1     | Hard Right     | CTL-2  | T-265   | réussi                                                                                               |
| 14 décembre       | 75-1-2     | Tall Girl      | IWST-8 | T-185   | destruction du missile                                                                               |
| 1960              |            |                |        |         | |
| 21 janvier        | 75-1-2     | Red Caboose    | IWST-9 | T-215   | réussi                                                                                               |
| 2 mars            | 75-2-8     | Center Board   | CTL-3  | T-272   | réussi                                                                                               |
| 22 juin           | 75-2-7     | Clan Chattan   | CTL-4  | T-223   | réussi ; premier missile à repartir au Royaume-Uni pour les lancements                               |
| 11 octobre        | 75-2-8     | Left Rudder    | CTL-5  | T-186   | réussi                                                                                               |
| 13 décembre       | 75-2-8     | Acton Town     | CTL-6  | T-267   | réussi                                                                                               |
| 1961              |            |                |        |         | |
| 29 mars           | 75-2-7     | Shepherds Bush | CTL-7  | T-243   | réussi                                                                                               |
| 20 juin           | 75-2-7     | White Bishop   | CTL-8  | T-276   | réussi                                                                                               |
| 6 septembre       | LE-7       | Skye Boat      | CTL-9  | T-165   | réussi                                                                                               |
| 5 décembre        | LE-8       | Pipers Delight | CTL-10 | T-214   | réussi                                                                                               |
| 1962              |            |                |        |         | |
| 19 mars           | LE-7       | Black Knife    | CTL-11 | T-229   | détruit par le Range Safety Officer                                                                  |
| 18 juin           | LE-8       | Blazing Ciders | CTL-12 | T-269   | réussi                                                                                               |

## Crise des missiles cubains

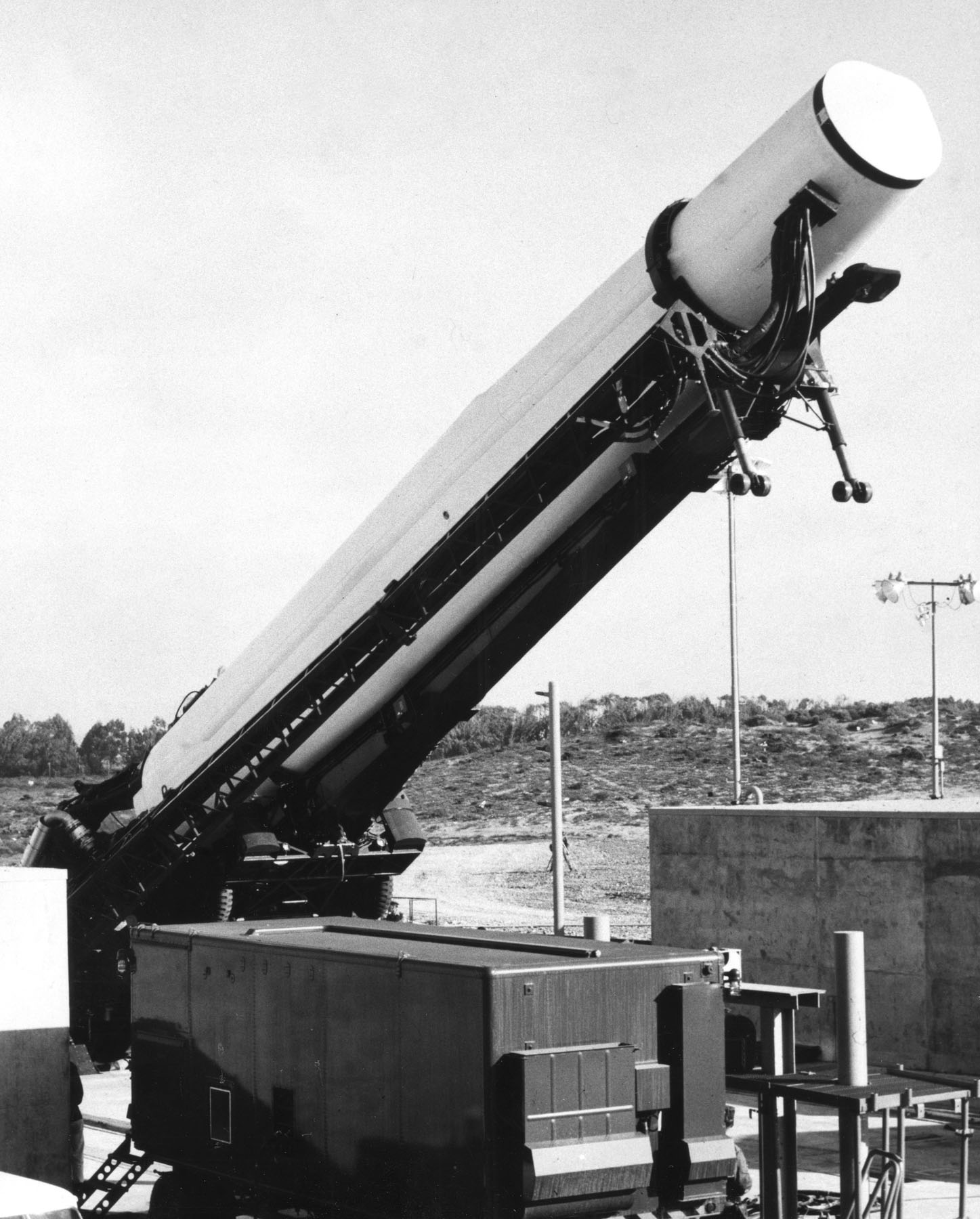
Missile Thor en préparation pour le lancement

Le déploiement des IRBM Jupiter en Italie et en Turquie en 1961 fait réagir l' Union soviétique, qui tente de déployer des IRBM à Cuba. La découverte de ces missiles par les États-Unis conduit à la crise des missiles de Cuba . Le SAC passe au niveau d'alerte DEFCON 3 le 22 octobre 1962 et à DEFCON 2 le 24 octobre. Le RAF Bomber Command est passé à Alert Condition 3 (niveau d'alerte pour la préparation du RAF Bomber Command : 4 le plus bas, 1 le plus haut), équivalent à un niveau d'alerte DEFCON 3, le 27 octobre. Le système à double clé est mis à rude épreuve dans cette période en raison des différences de degré de préparation (liés aux niveaux d'alerte) des personnel de la RAF et de l'USAF. En temps normal, 45 à 50 missiles Thor pouvaient être prêts à tirer en 15 minutes. Ce nombre est monté à 59, pour un même niveau d'alerte : le seul missile restant non-opérationnel est un missile utilisé pour les entraînements à la RAF Feltwell. Dans le cadre du plan de guerre entré en vigueur le 1er août 1962, les bombardiers et les missiles Thor de la RAF ciblent 16 villes, 44 aérodromes, 10 centres de contrôle de défense aérienne et 20 sites IRBM. La crise passée, le SAC repasse à DEFCON 3 le 21 novembre et à DEFCON 4 le 24 novembre. À la suite de cette crise, le RAF Bomber Command ordonne qu'à l'avenir 39 missiles soient opérationnels en 15 minutes : la base aérienne de Feltwell en maintient neuf en alerte et les trois autres bases en maintiennent dix chacune.  

## Fin du projet
Le haut commandement de la RAF de l'époque ne s'est jamais intéressé aux missiles et les a toujours mis au second plan par rapport à la V- bomber force. Les bases de missiles sont séparées du reste de la RAF et leur personnel est considéré hors du courant dominant. Le projet Emily apporte toutefois à la RAF une expérience considérable dans les opérations de missiles, mais l'abandon du Blue Streak le 2 février 1960 au profit du Skybolt, un missile aérobalistique, remet quelque peu en question cette expertise. En réaction au débat au sujet du Blue Streak, il est proposé d'améliorer les missiles Thor : compte tenu du temps et de l'argent qui y a été consacré, la possibilité de prolonger le déploiement est envisagée. De plus, des missiles Thor déjà ravitaillés pourraient être lancés en 60 secondes à peine. Cependant, ils ne pourraient être opérationnels que pendant deux heures, après quoi les composants gèleraient au contact de l'oxygène liquide. Les missiles mettraient alors six heures à dégeler. Aussi, il n'est pas pratique de les baser sous terre, mais les placer au-dessus du sol les rendraient très vulnérables à une attaque nucléaire. Toutefois, les vingt escadrons de missiles Thor sont équivalents à sept escadrons et demi de V- bomber et, sans eux, on ne compterait que quatorze V bomber en alerte rapide.
Comme convenu dans l'accord initial, l'USAF assume les coûts de maintenance des missiles pendant cinq ans, après quoi c'est au Royaume-Uni d'assumer les coûts et de prendre en charge le soutien logistique des missiles. Avec l'apparition des ICBM, les Américains n'envisagent pas que les missiles Thor apporteront une contribution substantielle à la dissuasion nucléaire occidentale après 1965. Le 1er mai 1962, Robert McNamara, secrétaire américain à la Défense, informe Harold Watkinson, ministre de la Défense, que les États-Unis ne fourniront plus de soutien aux missiles Thor après le 31 octobre 1964. Watkinson lui répond alors que le système sera progressivement supprimé. Le 31 mai 1962, lors d'une réunion de l'Air Council, il est décidé de mettre un terme au projet Emily d'ici fin 1963. Cela est publiquement annoncé le 1er août 1962. L'abandon du Skybolt, décidée par McNamara le 7 novembre 1962 (et approuvé par le président John F. Kennedy le 23 novembre), laisse la RAF sans successeur pour les IRBM Thor. Le gouvernement britannique négocie alors l'Accord de Nassau pour acheter le Polaris. L'avenir de la dissuasion nucléaire stratégique britannique repose désormais sur la Royal Navy et les derniers escadrons de missiles Thor sont désactivés le 23 août 1963. 

## Conservation

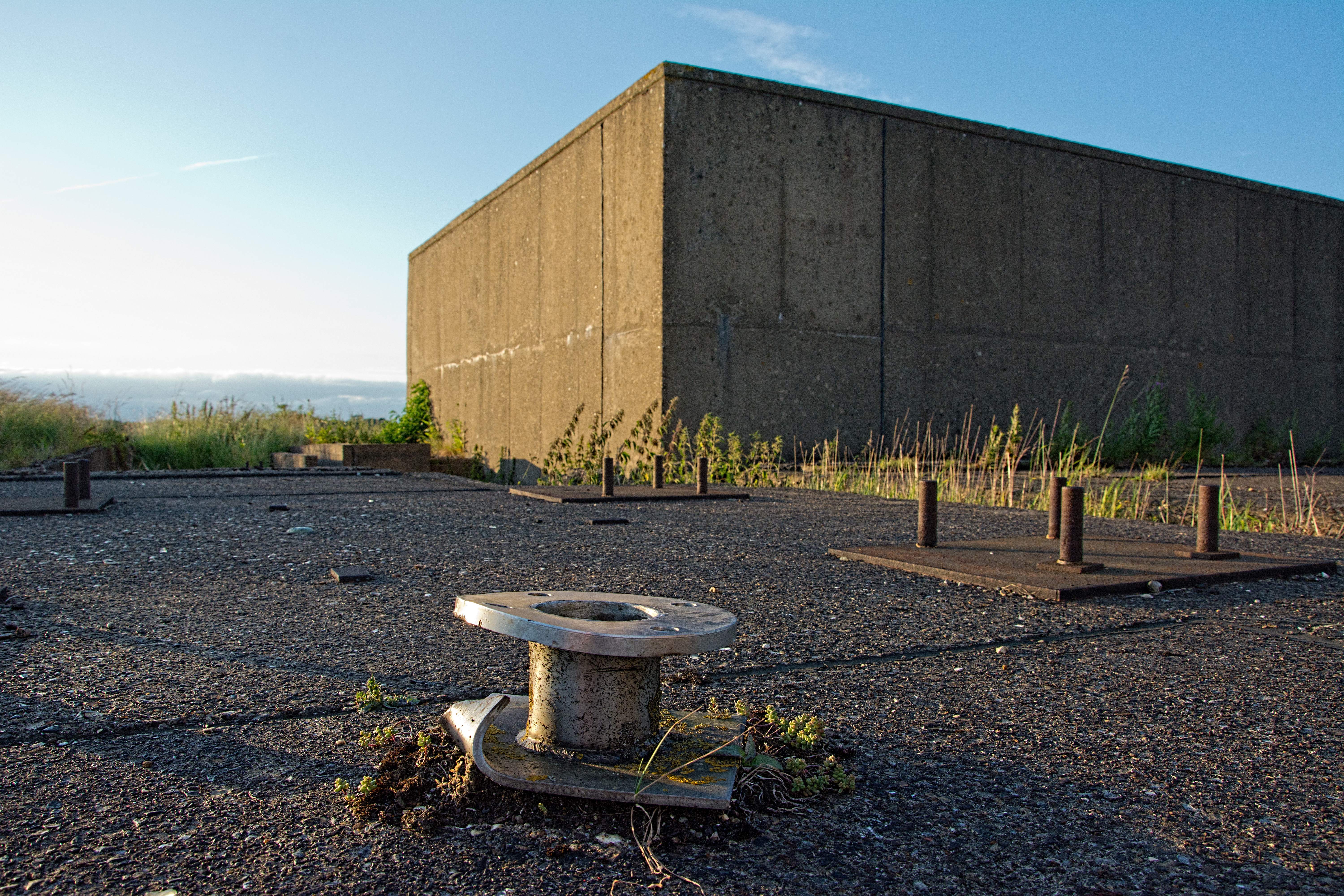
Site de missiles Thor à la RAF Harrington

Les missiles Thor sont rapatriés aux États-Unis et remis à neuf à l'usine de Douglas Aircraft située à Tulsa, Oklahoma . Les moteurs sont retirés et rénovés par Rocketdyne. Finalement, aucun missile Thor équipé d'une ogive nucléaire n'aura été lancé par la RAF. Toutefois, sept (dont deux anciens missiles de la RAF) sont lancés dans le cadre de l'opération Fishbowl en 1962, mais seuls trois lancements sont réussis. 55 autres anciens missiles Thor de la RAF sont ensuite utilisés entre le 18 septembre 1963 et le 15 juillet 1980 pour des tirs spatiaux militaires. En 2017, il en reste trois : l'un est au Royal Air Force Museum de Cosford, un autre au National Museum of the United States Air Force, et le dernier à la base aérienne de Vandenberg.
En octobre 2012, les anciens sites de lancement de la RAF Harrington et de la RAF North Luffenham ont obtenu le statut de monument classé.